# Apospasta jacksoni
Apospasta jacksoni là một loài bướm đêm trong họ Noctuidae.